# Лоран Гунел
Лоран Гунел (на френски: Laurent Gounelle) е френски специалист по развитие на личността и писател на бестселъри за самоусъвършенстване.

## Биография и творчество
Лоран Гунел е роден на 10 август 1966 г. във Франция, в семейство на научни работници.
Иска да учи психиатрия, но се отказва. Учи в Университета Пари-Дофин в Париж и завършва икономика през 1988 г. Има следдипломна квалификация в Сорбоната. Започва работа като счетоводител в голяма корпорация, но работата не го удовлетворява. Липсата на контакти го кара да ходи на уроци по актьорско майсторство и парапланеризъм.
След като напуска работа и след кратко занимание с внос и износ, завършило неуспешно, се насочва към психологията, философията и личностното развитие. Учи социология и философия в Университета на Калифорния, Санта Круз, Калифорния. След това прави няколко пътувания в САЩ, Финландия и Бали, за допълнителни проучвания на неврологията и психологията, на шаманизма, и мъдростта на източните учения. Става консултант по човешки взаимоотношения и упражнява професията в продължение на над 15 години. Преподавал е в университета в Клермон-Феран.
Написва първия си роман през 2006 г., след загуба на баща си и преди раждането на първото му дете. Романът „Човекът, който искаше да бъде щастлив“ е публикуван през 2008 г. и става бестселър, издаден на 25 езика по света.
Вторият му роман „Бог винаги пътува инкогнито“ от 2010 г. също е международен бестселър, и е особено популярен в Южна Америка. Удостоен е с наградата за „Корпоративен роман“, давана на писатели представящи живота си по време на работа.

## Произведения

### Самостоятелни романи
- L'Homme qui voulait être heureux (2008)
Човекът, който искаше да бъде щастлив, изд.: ИК „Колибри“, София (2009), прев. Румяна Маркова
- Dieu voyage toujours incognito (2010) – награда за „Корпоративен роман“
Бог винаги пътува инкогнито, изд.: ИК „Колибри“, София (2009), прев. Георги Ангелов, Румяна Маркова, Станимир Делчев
- Le philosophe qui n'était pas sage (2012)
Обезумелият философ, изд.: ИК „Колибри“, София (2013), прев. Венелин Пройков
- Le jour où j'ai appris à vivre (2014)
Денят, в който се научих да живея, изд.: ИК „Колибри“, София (2015), прев. Румяна Маркова
- Et tu trouveras le trésor qui dort en toi (2016)
И ще откриеш съкровището в теб, изд.: ИК „Колибри“, София (2015), прев. Румяна Маркова, Венелин Пройков
- Je te promets la liberté (2018)
Обещавам ти свобода, изд.: ИК „Колибри“, София (2019), прев. Росица Ташева
- L'Art vous le rend bien (2019)
- Intuitio (2021)
- Le Réveil (2022)
Пробуждането, изд.: ИК „Колибри“, София (2022), прев. Росица Ташева